# Saison 2017-2018 du Paris Saint-Germain (féminines)
Maillots
Chronologie
Saison précédente Saison suivante
La saison 2017-2018 du Paris Saint-Germain est la 47e saison de son histoire et la 31e en première division.
Patrice Lair est à la tête du staff parisien pour sa deuxième saison.
Le club termine à la deuxième place du championnat, derrière l'Olympique lyonnais, mais le PSG reporte la Coupe de France contre ce dernier. Le PSG féminin gagne avec la Coupe de France son premier trophée depuis l'arrivée des qataris au club en 2011.

## Préparation d'avant-saison
En guise de préparation d'avant saison, le Paris Saint-Germain effectue une semaine de stage en Bretagne ainsi qu'un premier match amical contre le Stade brestois. Le PSG se rend ensuite à Potsdam en Allemagne et dispute un deuxième match amical dans le cadre de la Club Friendlies Women contre le 1. FFC Turbine Potsdam. Le PSG poursuit sa préparation avec un troisième match amical le dimanche 27 août, au Camp des Loges, face à Arsenal Women.

## Transferts

### Transferts estivaux
| Nom               | Nationalité | Poste     | Transfert                              | Provenance/Destination | Division                     |
| ----------------- | ----------- | --------- | -------------------------------------- | ---------------------- | ---------------------------- |
| Arrivées          |             |           |                                        |                        |                              |
| Kadidiatou Diani  | France      | Attaquant | Transfert (150 000 €) Contrat de 3 ans | Paris FC               | Division 1                   |
| Christiane Endler | Chili       | Gardien   | Contrat de 3 ans                       | Valencia CF            | Primera División Femenina    |
| Jennifer Hermoso  | Espagne     | Attaquant | Contrat de 3 ans                       | FC Barcelone           | Primera División Femenina    |
| Melike Pekel      | Turquie     | Attaquant | Contrat de 2 ans                       | FC Metz                | Division 1                   |
| Emma Berglund     | Suède       | Défenseur | Contrat de 2 ans                       | FC Rosengård           | Damallsvenskan               |
| Charlotte Voll    | Allemagne   | Gardien   | Contrat de 2 ans                       | TSG 1899 Hoffenheim II | 2. Frauen-Bundesliga         |
| Anissa Lahmari    | France      | Milieu    | Retour de prêt                         | Reading FCW            | FA Women's Super League      |
| Départs           |             |           |                                        |                        |                              |
| Sabrina Delannoy  | France      | Milieu    | Fin de contrat                         | Retraite               | Retraite                     |
| Cristiane         | Brésil      | Attaquant | Fin de contrat                         | Changchun Zhuoyue (en) | Chinese Women's Super League |
| Nataša Andonova   | Macédoine   | Attaquant | Fin de contrat                         | FC Barcelone           | Primera División Femenina    |
| Hawa Cissoko      | France      | Défenseur | Fin de contrat                         | Olympique de Marseille | Division 1                   |
| Ouleymata Sarr    | France      | Attaquant | Fin de contrat                         | LOSC Lille             | Division 1                   |
| Anissa Lahmari    | France      | Milieu    | Prêt                                   | Paris FC               | Division 1                   |
| Sana Daoudi       | France      | Milieu    | Prêt                                   | Atlético Madrid        | Primera División Femenina    |

### Transferts hivernaux
| Nom                 | Nationalité | Poste     | Transfert                                     | Provenance/Destination  | Division                     |
| ------------------- | ----------- | --------- | --------------------------------------------- | ----------------------- | ---------------------------- |
| Arrivée             |             |           |                                               |                         |                              |
| Davinia Vanmechelen | Belgique    | Attaquant | Contrat de 2 ans et demi                      | KRC Genk Ladies         | Super League                 |
| Paulina Dudek       | Pologne     | Milieu    | Transfert (20 000 €) Contrat de 2 ans et demi | Medyk Konin             | Ekstraliga Kobiet            |
| Andrine Hegerberg   | Norvège     | Milieu    | Contrat d'un an et demi                       | Birmingham City         | FA Women's Super League      |
| Départs             |             |           |                                               |                         |                              |
| Laura Georges       | France      | Milieu    | Résiliation de contrat                        | Bayern Munich           | Frauen-Bundesliga            |
| Shirley Cruz        | Costa Rica  | Milieu    | Résiliation de contrat                        | Jiangsu Suning (en)     | Chinese Women's Super League |
| Verónica Boquete    | Espagne     | Milieu    | Résiliation de contrat                        | Beijing BG Phoenix (en) | Chinese Women's Super League |
| Perle Morroni       | France      | Défenseur | Prêt                                          | FC Barcelone            | Primera División Femenina    |

## Compétitions
| Championnat de France    | Coupe de France                      |
| ------------------------ | ------------------------------------ |
| Deuxième place 56 points | Victoire face à l'Olympique lyonnais |
| 18V 2N 2D                | 6V 0N 0D                             |
| TOTAL: 24V 2N 2D         |                                      |

### Championnat
La Division 1 2017-2018 est la quarante-quatrième édition du championnat de France de football féminin et la seizième sous l'appellation « Division 1 ». La division oppose douze clubs en une série de vingt-deux rencontres. Les deux meilleurs de ce championnat se qualifient pour la Ligue des champions. Le Paris Saint-Germain participe à cette compétition pour la trente-et-unième fois de son histoire et la seizième fois de suite depuis la saison 2001-2002.

#### Évolution du classement et des résultats
| Journée  | 1 | 2 | 3 | 4 | 5 | 6 | 7 | 8 | 9 | 10 | 11 | 12 | 13 | 14 | 15 | 16 | 18 | 19 | 17 | 20 | 21 | 22 | Journées en tête |
| -------- | - | - | - | - | - | - | - | - | - | -- | -- | -- | -- | -- | -- | -- | -- | -- | -- | -- | -- | -- | ---------------- |
| Rang     | 6 | 4 | 3 | 2 | 2 | 2 | 2 | 2 | 2 | 2  | 2  | 2  | 2  | 2  | 2  | 2  | 2  | 2  | 2  | 2  | 2  | 2  | 0                |
| Résultat | N | G | G | G | G | G | G | G | G | G  | D  | G  | G  | G  | G  | G  | D  | G  | G  | G  | N  | G  | —                |

### Coupe de France
La coupe de France 2017-2018 est la 17e édition de la Coupe de France féminine de football, une compétition à élimination directe mettant aux prises tous les clubs de football amateurs et professionnels à travers la France métropolitaine et les DOM-TOM. Elle est organisée par la FFF et ses ligues régionales.

## Joueurs et encadrement technique

### Encadrement technique

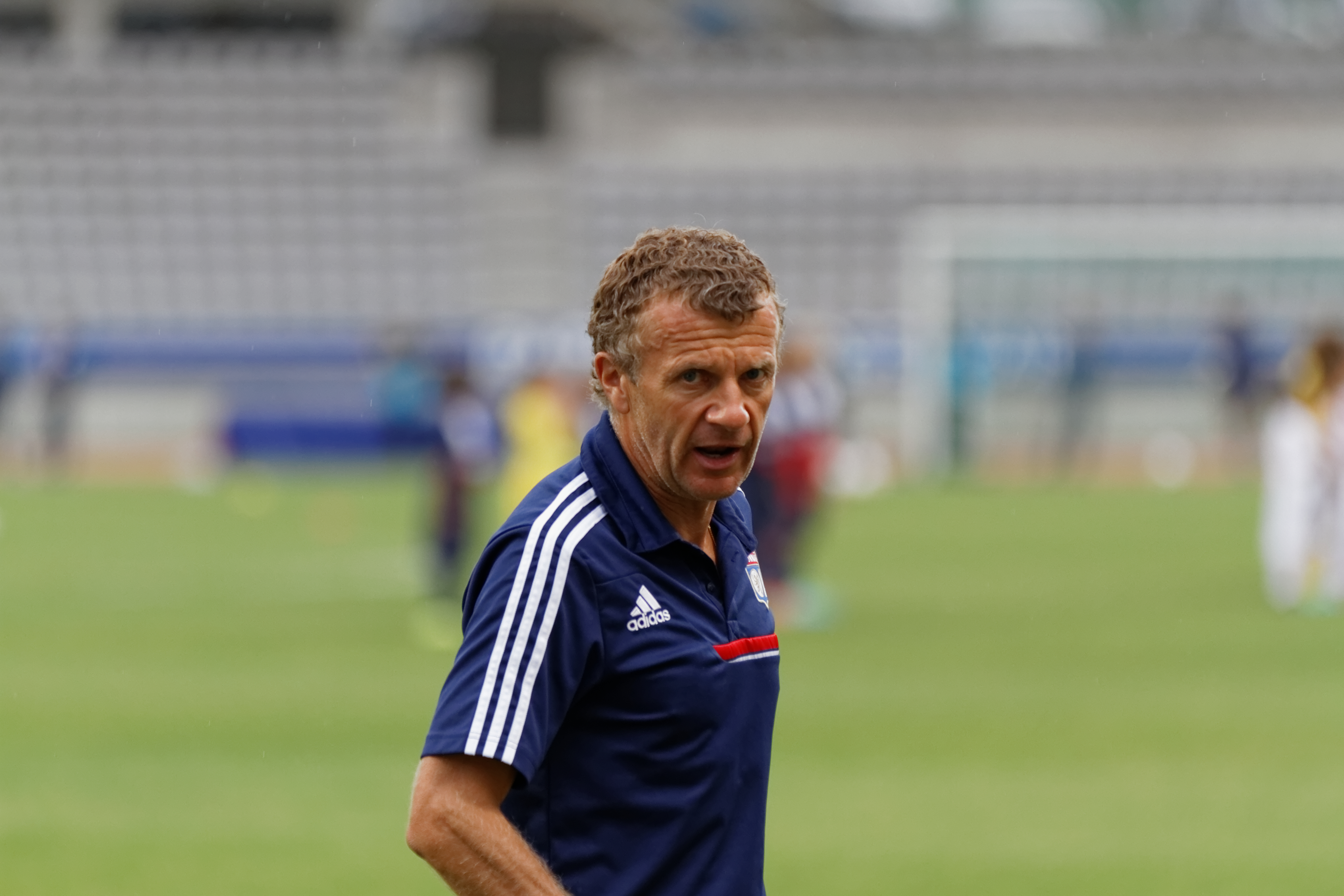
Patrice Lair, lors de son passage à l'Olympique lyonnais.

L'équipe parisienne est entraînée par le Français Patrice Lair. Âgé de 56 ans, il commence sa carrière dans plusieurs clubs amateurs de niveau régional. Évoluant au poste de milieu de terrain, il devient ensuite entraîneur-joueur et termine sa carrière de footballeur au Stade de Reims où il est nommé entraîneur-adjoint en 2001. Il découvre le football féminin en 2005 dans le club de Montpellier Hérault Sport Club, avec lequel il remporte deux fois le Challenge de France. Après deux expériences en Afrique, il prend en charge l'Olympique lyonnais en 2010 et il obtient des résultats inégalés (10 titres au total dont 2 coupes d'Europe, 3 doublés nationaux et le championnat mondial des clubs). Il est nommé en mai 2016 comme le successeur de Farid Benstiti à la tête de l'équipe parisienne.
Bernard Mendy, ancien joueur du PSG, est nommé en décembre 2017 entraîneur adjoint auprès de Patrice Lair.
En mai, Patrice Lair quitte le club quelques jours avant la finale de Coupe de France contre l'Olympique lyonnais pour rejoindre les Chamois niortais FC. Bernard Mendy l'a remplacé pour le dernier match de la saison.

### Effectif professionnel
Le tableau suivant liste l'effectif professionnel du PSG pour la saison 2017-2018.

### Joueurs prêtés
| N° | Nat. | Nom            | Club en prêt       | Compétition               | Championnat | Championnat | Championnat | Championnat  | Coupe d'Europe | Coupe d'Europe | Coupe d'Europe | Coupe d'Europe | Coupes nationales | Coupes nationales | Coupes nationales | Coupes nationales | Total | Total       | Total  | Total        |
| N° | Nat. | Nom            | Club en prêt       | Compétition               | M.j.        | But inscrit | Averti      | Carton rouge | M.j.           | But inscrit    | Averti         | Carton rouge   | M.j.              | But inscrit       | Averti            | Carton rouge      | M.j.  | But inscrit | Averti | Carton rouge |
| -- | ---- | -------------- | ------------------ | ------------------------- | ----------- | ----------- | ----------- | ------------ | -------------- | -------------- | -------------- | -------------- | ----------------- | ----------------- | ----------------- | ----------------- | ----- | ----------- | ------ | ------------ |
| 14 |      | Anissa Lahmari | Paris FC           | Division 1                | 18          | 2           | 0           | 0            | -              | -              | -              | -              | 1                 | 0                 | 0                 | 0                 | 19    | 2           | 0      | 0            |
| 27 |      | Perle Morroni  | FC Barcelone       | Primera División Femenina | 0           | 0           | 0           | 0            | -              | -              | -              | -              | 0                 | 0                 | 0                 | 0                 | 0     | 0           | 0      | 0            |
| -  |      | Sana Daoudi    | Atlético de Madrid | Primera División Femenina | 0           | 0           | 0           | 0            | -              | -              | -              | -              | 0                 | 0                 | 0                 | 0                 | 0     | 0           | 0      | 0            |

## Statistiques

### Statistiques collectives
| Compétition     | Débute au tour | Termine  | Matches joués | Gagnés | Nuls | Perdus | Buts pour | Buts contre | Différence |
| --------------- | -------------- | -------- | ------------- | ------ | ---- | ------ | --------- | ----------- | ---------- |
| Division 1      | -              | Deuxième | 22            | 18     | 2    | 2      | 59        | 13          | +46        |
| Coupe de France | 1/32 de finale | Victoire | 6             | 6      | 0    | 0      | 15        | 1           | +14        |
| Total           | -              | -        | 28            | 24     | 2    | 2      | 74        | 14          | +60        |

### Statistiques individuelles
(Mis à jour le 3 juin 2018)
| Numéro | Nat. | Nom                     | Championnat | Championnat | Championnat | Championnat  | Coupe de France | Coupe de France | Coupe de France | Coupe de France | Total | Total       | Total  | Total        |
| Numéro | Nat. | Nom                     | M.j.        | But inscrit | Averti      | Carton rouge | M.j.            | But inscrit     | Averti          | Carton rouge    | M.j.  | But inscrit | Averti | Carton rouge |
| ------ | ---- | ----------------------- | ----------- | ----------- | ----------- | ------------ | --------------- | --------------- | --------------- | --------------- | ----- | ----------- | ------ | ------------ |
| 1      |      | Katarzyna Kiedrzynek    | 11          | 0           | 0           | 0            | 2               | 0               | 0               | 0               | 13    | 0           | 0      | 0            |
| 3      |      | Laure Boulleau          | 14          | 0           | 0           | 0            | 3               | 0               | 0               | 0               | 17    | 0           | 0      | 0            |
| 4      |      | Laura Georges           | 2           | 0           | 0           | 0            | 0               | 0               | 0               | 0               | 2     | 0           | 0      | 0            |
| 4      |      | Paulina Dudek           | 2           | 0           | 1           | 0            | 2               | 0               | 0               | 0               | 4     | 0           | 1      | 0            |
| 6      |      | Andrine Hegerberg       | 4           | 0           | 0           | 0            | 2               | 0               | 0               | 0               | 6     | 0           | 0      | 0            |
| 7      |      | Aminata Diallo          | 16          | 0           | 1           | 0            | 5               | 0               | 2               | 0               | 21    | 0           | 3      | 0            |
| 8      |      | Érika                   | 15          | 1           | 0           | 0            | 5               | 0               | 0               | 0               | 20    | 1           | 0      | 0            |
| 9      |      | Marie-Antoinette Katoto | 20          | 20          | 1           | 0            | 6               | 5               | 0               | 0               | 26    | 25          | 1      | 0            |
| 10     |      | Jennifer Hermoso        | 19          | 6           | 1           | 0            | 5               | 2               | 0               | 0               | 24    | 8           | 1      | 0            |
| 11     |      | Kadidiatou Diani        | 21          | 6           | 1           | 0            | 6               | 0               | 2               | 0               | 27    | 6           | 3      | 0            |
| 12     |      | Ashley Lawrence         | 20          | 0           | 3           | 0            | 6               | 0               | 0               | 0               | 26    | 0           | 3      | 0            |
| 13     |      | Sandy Baltimore         | 9           | 1           | 0           | 0            | 5               | 1               | 0               | 0               | 14    | 2           | 0      | 0            |
| 14     |      | Irene Paredes           | 19          | 3           | 3           | 0            | 6               | 2               | 0               | 0               | 25    | 5           | 3      | 0            |
| 15     |      | Emma Berglund           | 11          | 1           | 0           | 0            | 1               | 0               | 0               | 0               | 12    | 1           | 0      | 0            |
| 16     |      | Christiane Endler       | 10          | 0           | 0           | 0            | 4               | 0               | 1               | 0               | 14    | 0           | 1      | 0            |
| 17     |      | Ève Périsset            | 20          | 2           | 2           | 0            | 6               | 1               | 1               | 0               | 26    | 3           | 3      | 0            |
| 18     |      | Marie-Laure Delie       | 20          | 10          | 0           | 0            | 5               | 4               | 1               | 0               | 25    | 14          | 1      | 0            |
| 19     |      | Lina Boussaha           | 0           | 0           | 0           | 0            | 2               | 0               | 0               | 0               | 2     | 0           | 0      | 0            |
| 20     |      | Perle Morroni           | 1           | 0           | 0           | 0            | 0               | 0               | 0               | 0               | 1     | 0           | 0      | 0            |
| 21     |      | Vero Boquete            | 10          | 1           | 0           | 0            | 0               | 0               | 0               | 0               | 10    | 1           | 0      | 0            |
| 23     |      | Léa Kergal              | 0           | 0           | 0           | 0            | 1               | 0               | 0               | 0               | 1     | 0           | 0      | 0            |
| 24     |      | Formiga                 | 18          | 0           | 1           | 0            | 5               | 0               | 0               | 0               | 23    | 0           | 1      | 0            |
| 25     |      | Davinia Vanmechelen     | 0           | 0           | 0           | 0            | 0               | 0               | 0               | 0               | 0     | 0           | 0      | 0            |
| 26     |      | Grace Geyoro            | 18          | 0           | 0           | 0            | 5               | 0               | 0               | 0               | 23    | 0           | 0      | 0            |
| 27     |      | Melike Pekel            | 7           | 0           | 0           | 0            | 1               | 0               | 0               | 0               | 8     | 0           | 0      | 0            |
| 28     |      | Shirley Cruz            | 4           | 1           | 0           | 0            | 0               | 0               | 0               | 0               | 4     | 1           | 0      | 0            |
| 30     |      | Charlotte Voll          | 0           | 0           | 0           | 0            | 0               | 0               | 0               | 0               | 0     | 0           | 0      | 0            |

#### Onze de départ (toutes compétitions)
(Mis à jour le 22 avril 2018)
| \| No. \| Pos. \| Joueur \| Titulaire \| Notes \| \| --- \| ---- \| ----------------------- \| --------- \| --------------------------- \| \| 1 \| GB \| Katarzyna Kiedrzynek \| 13 \| Endler a 10 titularisations \| \| 5 \| DC \| Érika \| 11 \| \| \| 2 \| DC \| Irene Paredes \| 21 \| \| \| 32 \| DD \| Ashley Lawrence \| 21 \| \| \| 17 \| DG \| Ève Périsset \| 20 \| \| \| 8 \| MDG \| Grace Geyoro \| 14 \| \| \| 6 \| MDD \| Aminata Diallo \| 11 \| \| \| 25 \| MRG \| Kadidiatou Diani \| 22 \| \| \| 29 \| MRD \| Jennifer Hermoso \| 18 \| \| \| 11 \| ACD \| Marie-Laure Delie \| 16 \| \| \| 9 \| ACG \| Marie-Antoinette Katoto \| 22 \| \| | Kiedrzynek Érika Paredes (C) Lawrence Périsset Diallo Geyoro Diani Hermoso Delie Katoto |                         |           |                             |
| No. | Pos.                                                                                    | Joueur                  | Titulaire | Notes                       |
| 1 | GB                                                                                      | Katarzyna Kiedrzynek    | 13        | Endler a 10 titularisations |
| 5 | DC                                                                                      | Érika                   | 11        |                             |
| 2 | DC                                                                                      | Irene Paredes           | 21        |                             |
| 32 | DD                                                                                      | Ashley Lawrence         | 21        |                             |
| 17 | DG                                                                                      | Ève Périsset            | 20        |                             |
| 8 | MDG                                                                                     | Grace Geyoro            | 14        |                             |
| 6 | MDD                                                                                     | Aminata Diallo          | 11        |                             |
| 25 | MRG                                                                                     | Kadidiatou Diani        | 22        |                             |
| 29 | MRD                                                                                     | Jennifer Hermoso        | 18        |                             |
| 11 | ACD                                                                                     | Marie-Laure Delie       | 16        |                             |
| 9 | ACG                                                                                     | Marie-Antoinette Katoto | 22        |                             |